# Gyroporus ammophilus
Bolet des sables
Espèce
Statut de conservation UICN

 NT  : Quasi menacé
Gyroporus ammophilus, le Bolet des sables, est une espèce de champignons (Fungi) basidiomycètes du genre Gyroporus dans la famille des Gyroporaceae. C'est une espèce quasi menacée. Très proche en apparence de Gyroporus castaneus, il est caractérisé par son biotope en milieux sablonneux sous les pins, sa stature plus grande et sa silhouette typiquement boursouflée.

## Taxonomie
Le nom correct complet (avec auteur) de ce taxon est Gyroporus ammophilus (M.L. Castro & L. Freire) M.L. Castro & L. Freire.
L'espèce a été initialement classée dans le genre Gyroporus sous le basionyme Gyroporus castaneus var. ammophilus M.L. Castro & L. Freire 1989.

### Synonymes
Gyroporus ammophilus a pour synonyme :
- Gyroporus castaneus var. ammophilus M.L. Castro & L. Freire

## Description du sporophore
Les bolets sont des champignons dont l'hyménophore à tubes, terminés par des pores, se sépare facilement de la chair du chapeau, avec un pied central assez épais et une chair compacte. Ils ont un chapeau rond, recouvert d'une cuticule, devenant convexe à mesure qu’ils vieillissent. Les caractéristiques morphologiques de G. ammophilus sont les suivantes :
C'est un bolet de stature imposante (contrairement à G. castaneus). Son chapeau est feutré, à la cuticule veloutée, aux couleurs chaudes, brun clair, brun, brunâtre, orangé saumoné à fauve cuivré, souvent difforme et sinueux, aplati à maturité,,.
L'hyménophore présente des pores blanchâtres à saumonés, brunissants-roussissant progressivement à l'air,,.
Son stipe est subconcolore à plus pâle que le chapeau, il peut être brun comme celui de G. castaneus mais plus typiquement brun crème à crème blanchâtre, surtout lorsqu'il pousse en plein dans le sable. Il est de forme clavée et d’aspect buriné, massif, contourné, boursouflé, torturé, particulièrement à sa base. Il possède parfois une zone annulaire. Comme tous les Gyroporus, sa surface est sublisse, sans ornementation, et l'intérieur de son pied est creux,,.
La chair est de couleur blanche à crème, sa saveur est douce. La description originale mentionne un très léger bleuissement de la chair chez les spécimens matures à la coupe.

### Caractéristiques microscopiques
Ses spores mesurent 9 à 11,5 µm x 5,5 à 7,5 µm.

## Galerie

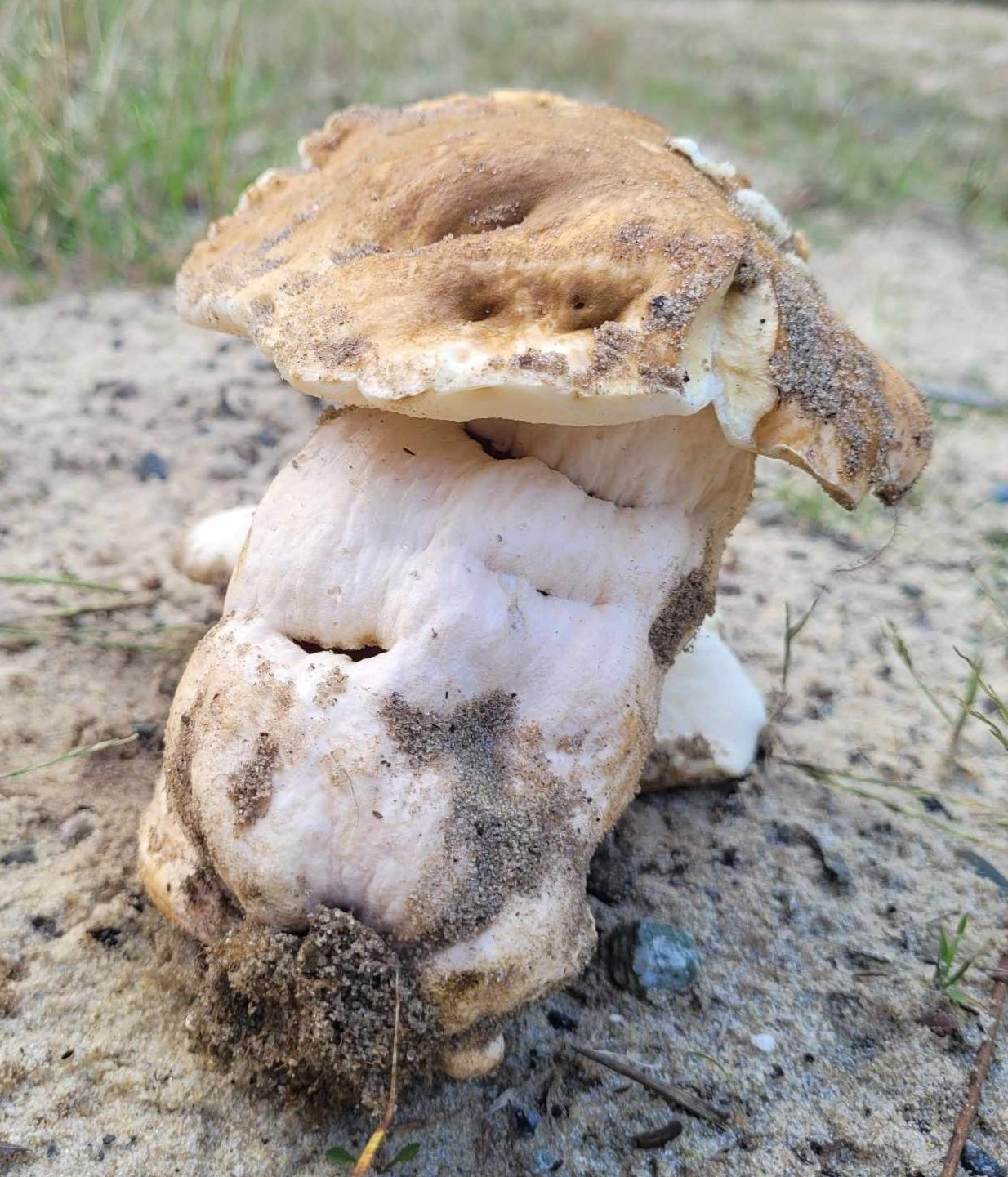
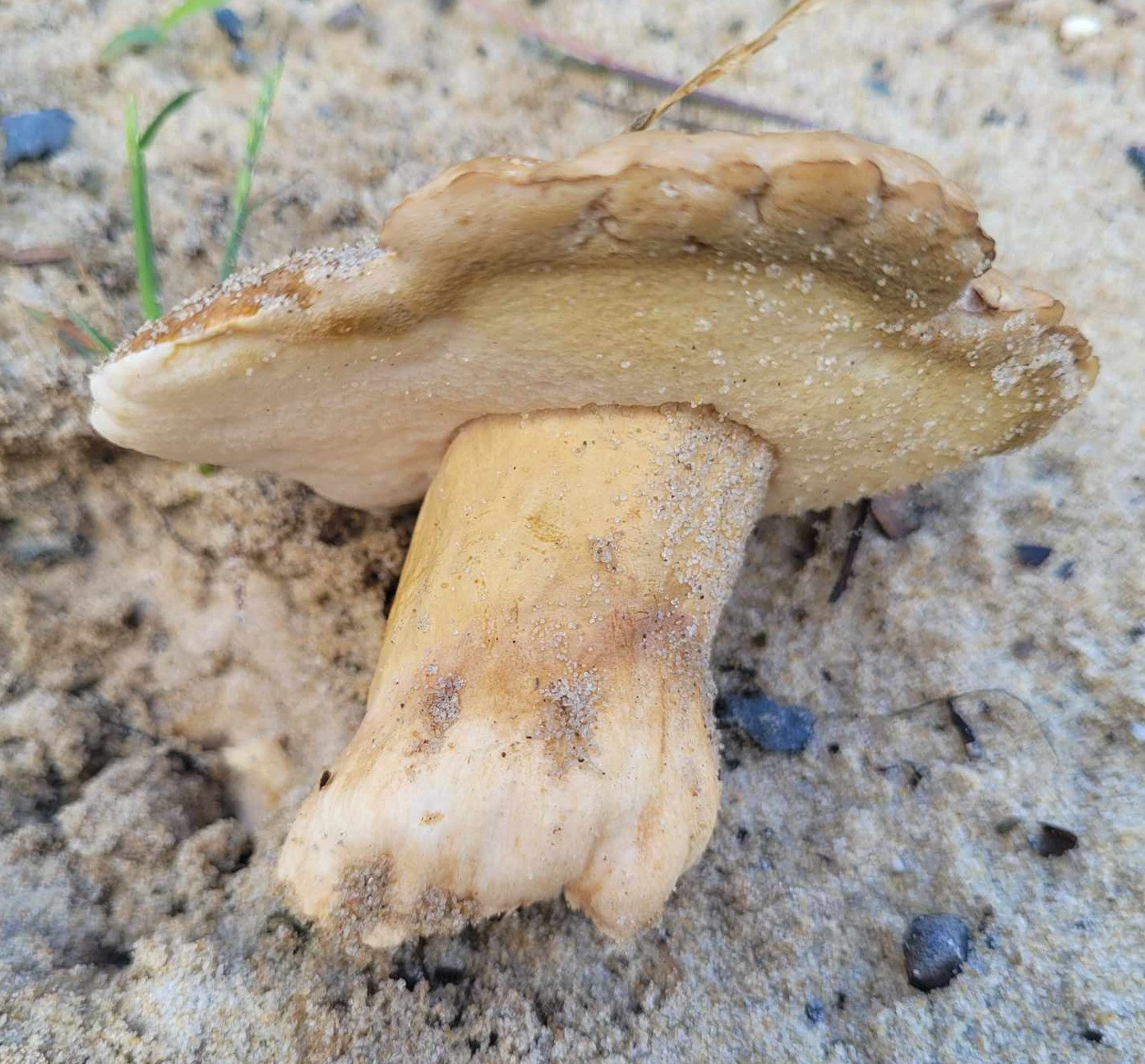
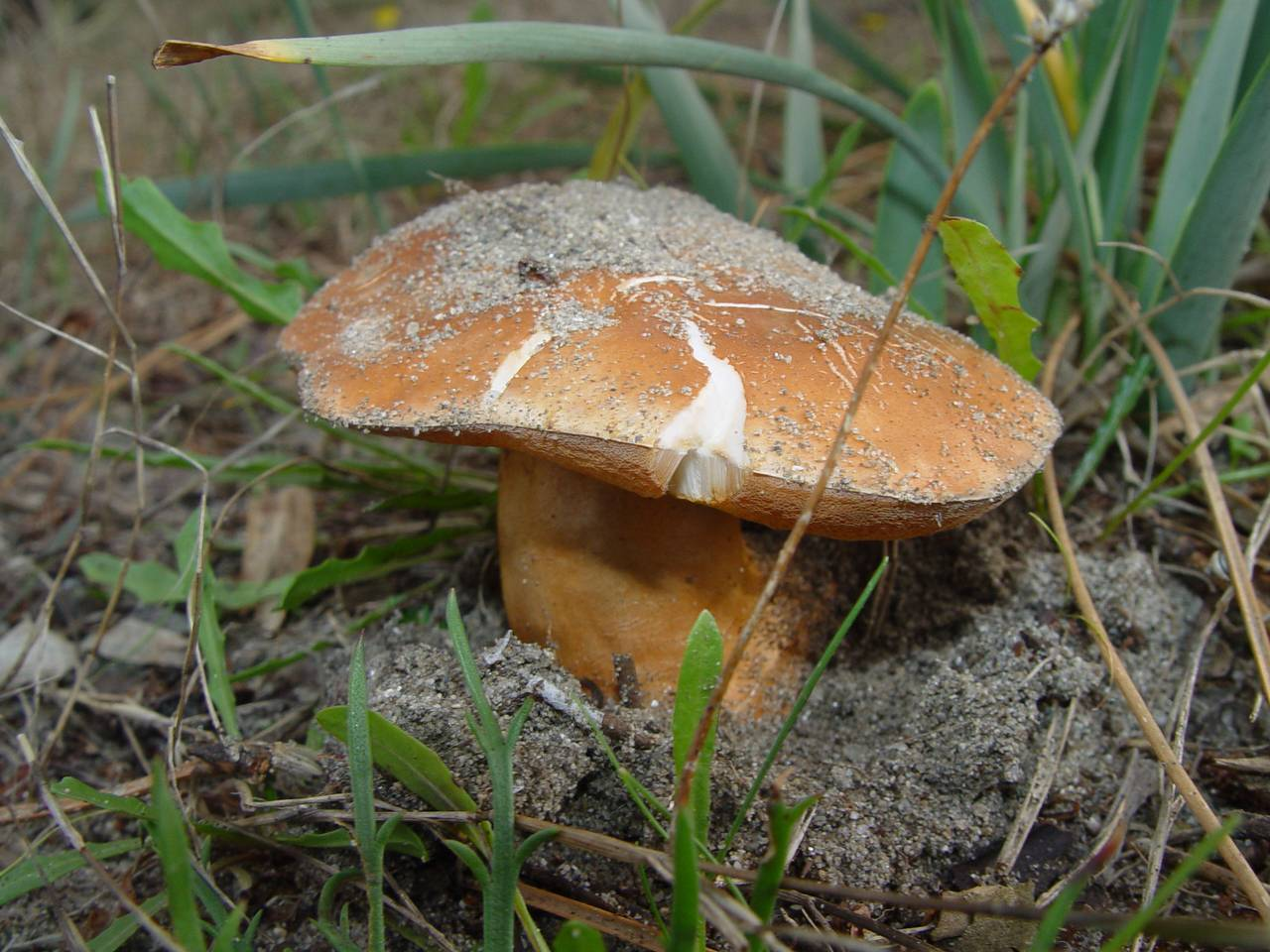
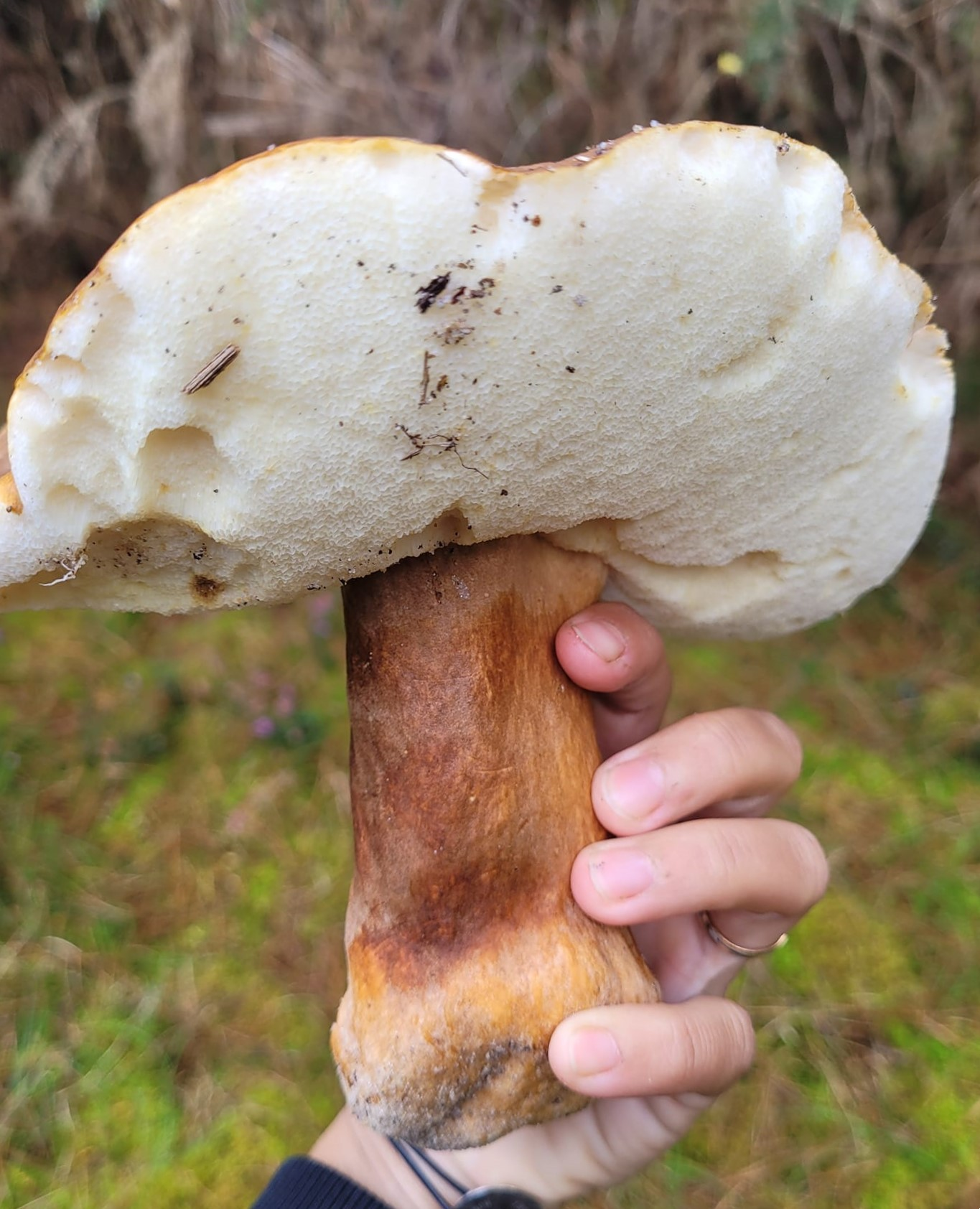
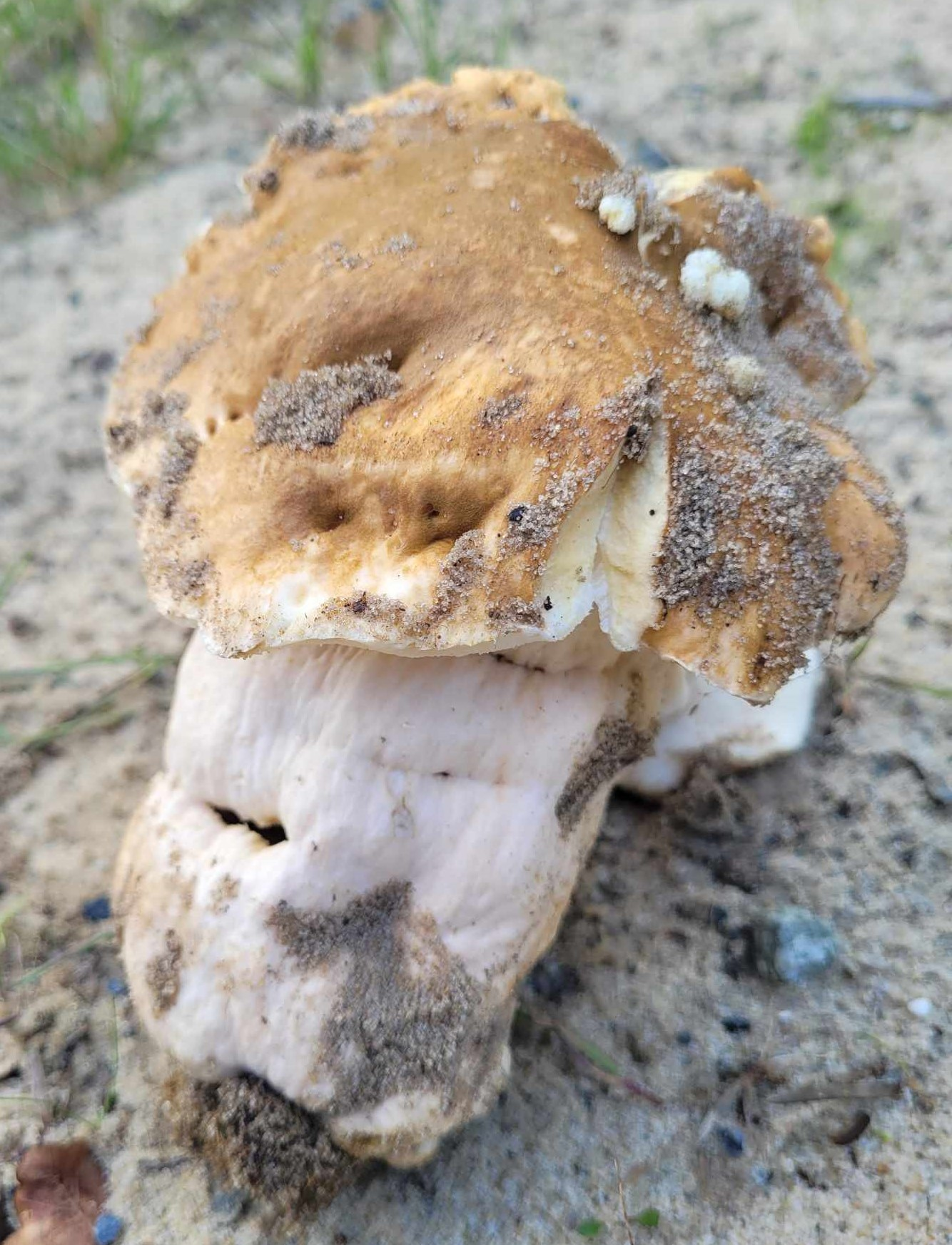
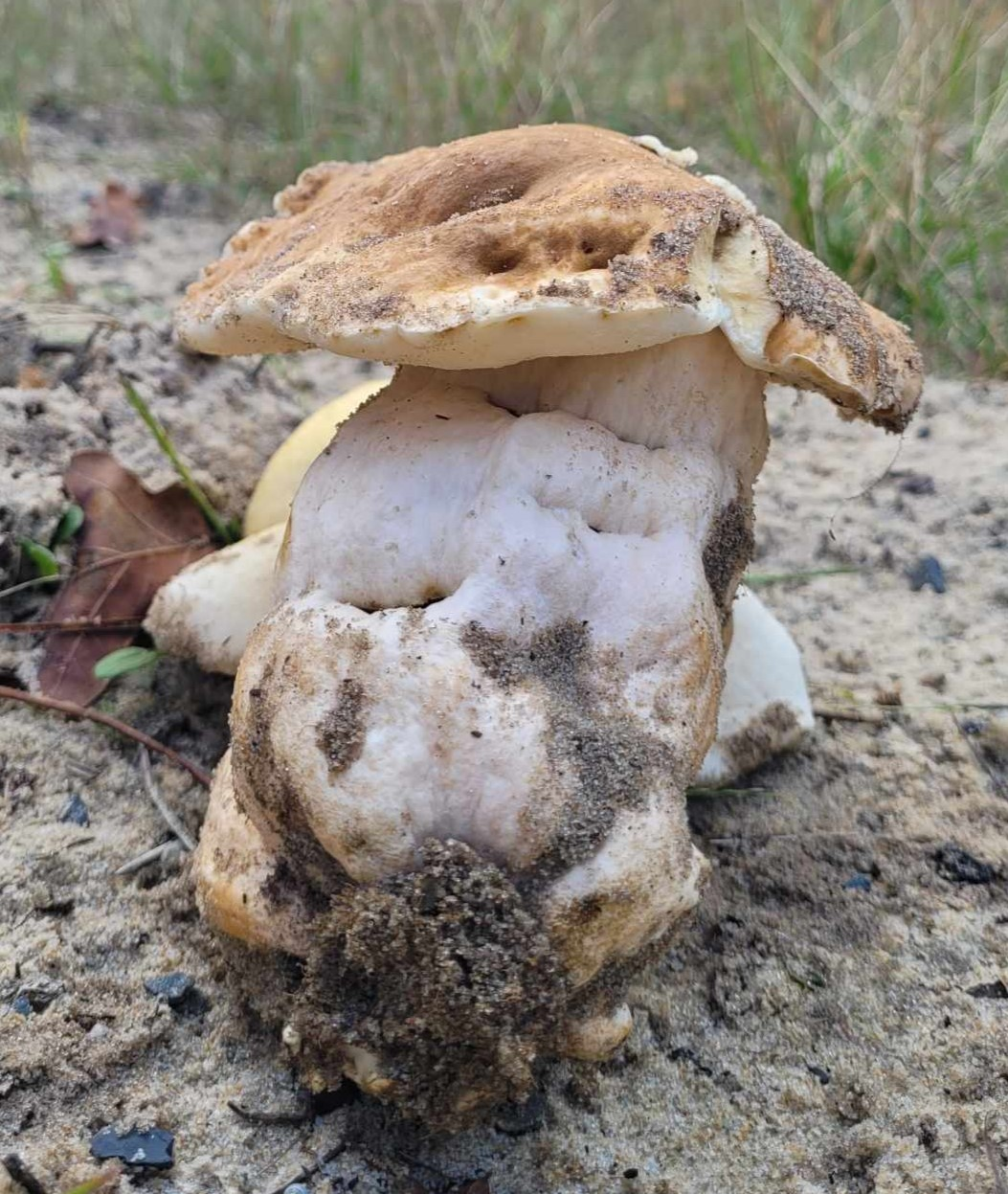
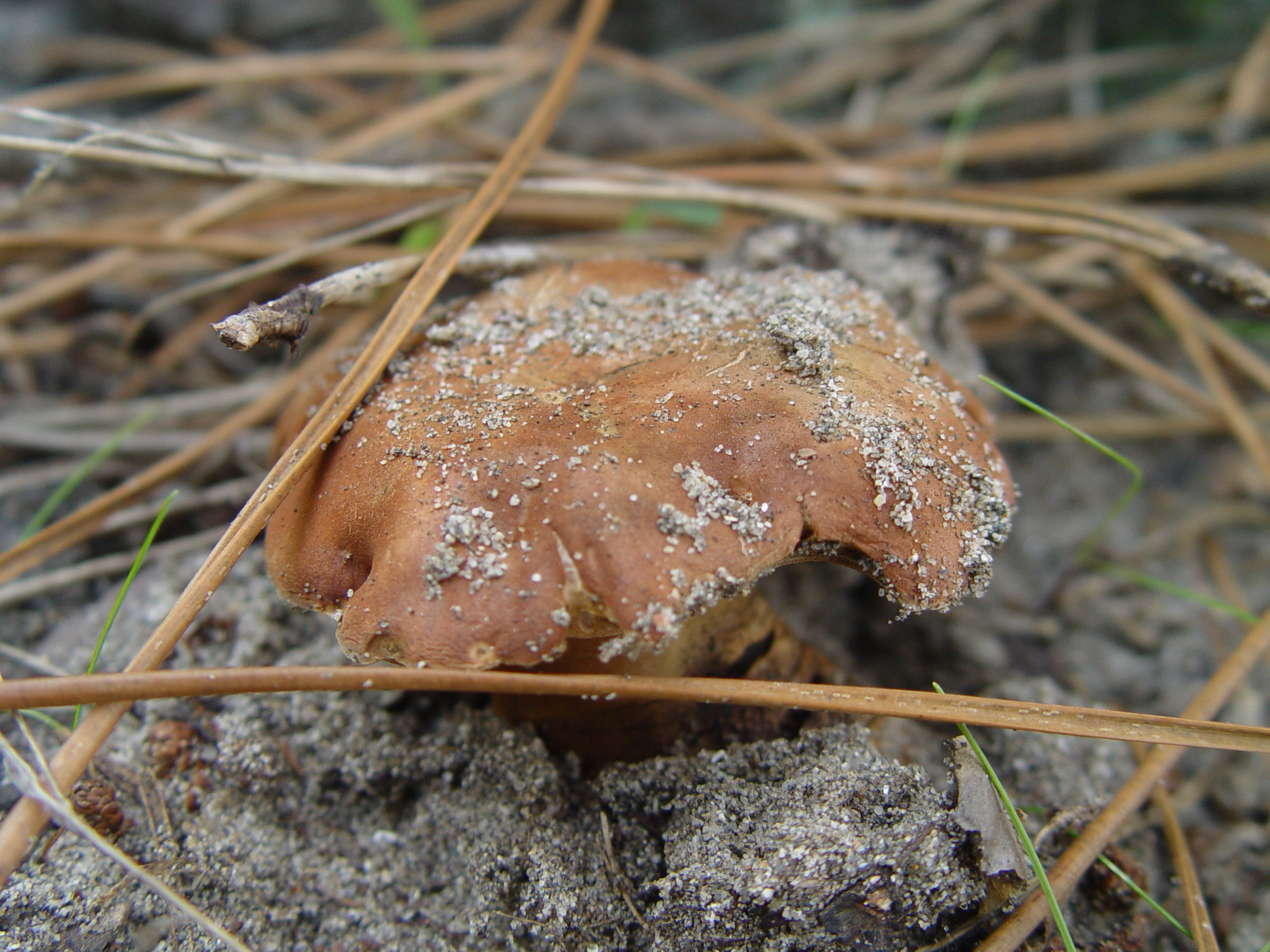
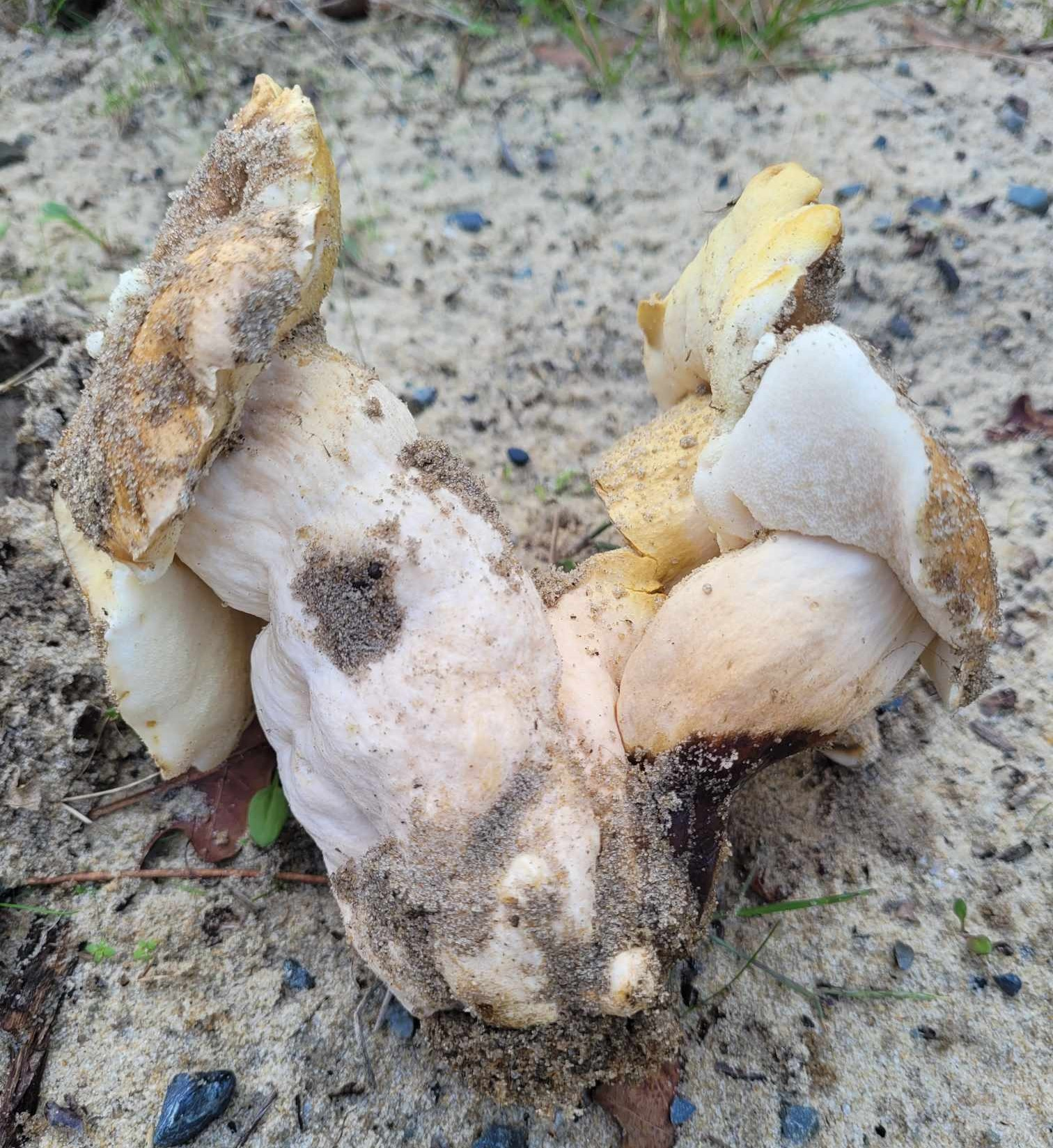
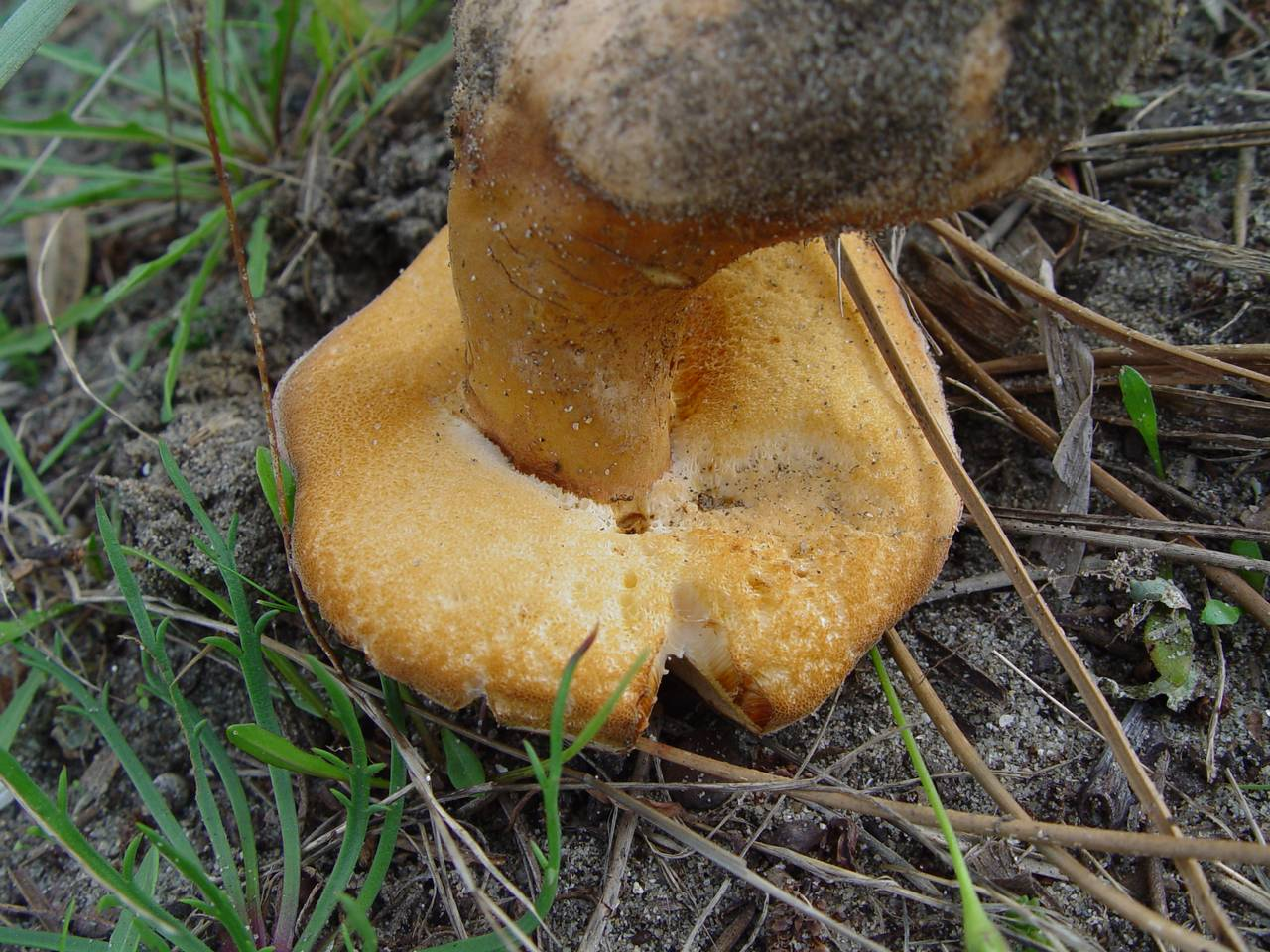
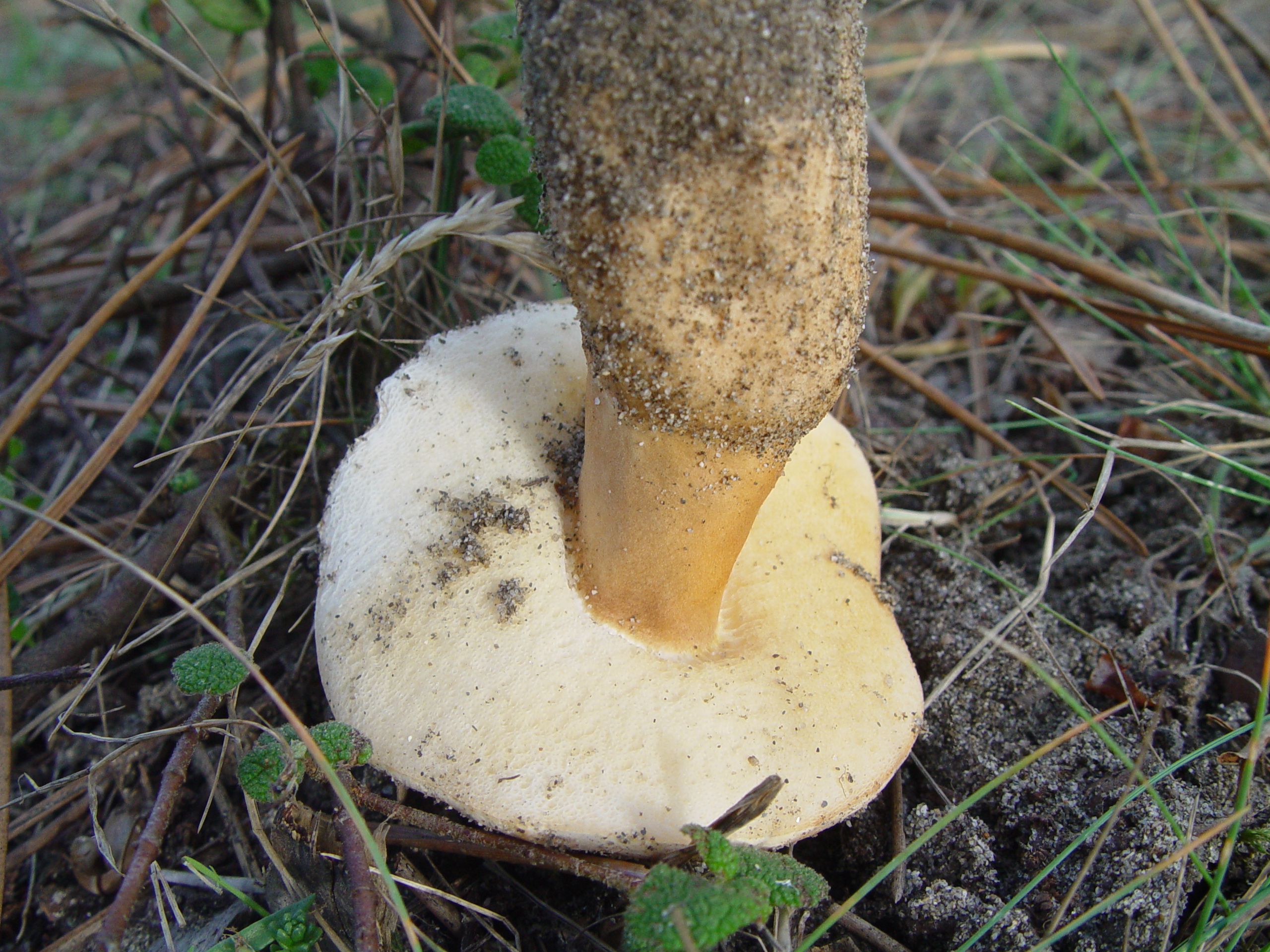
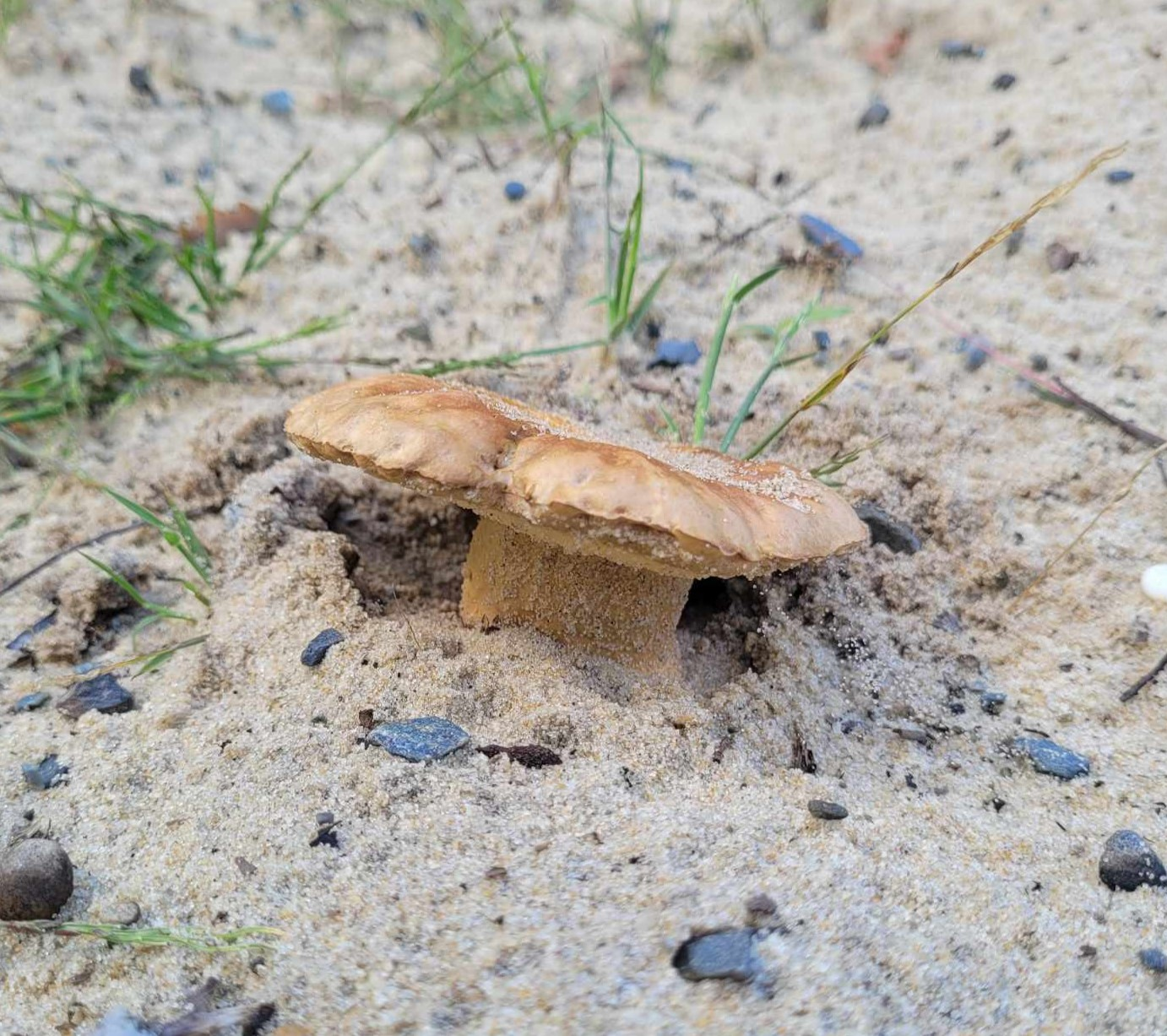
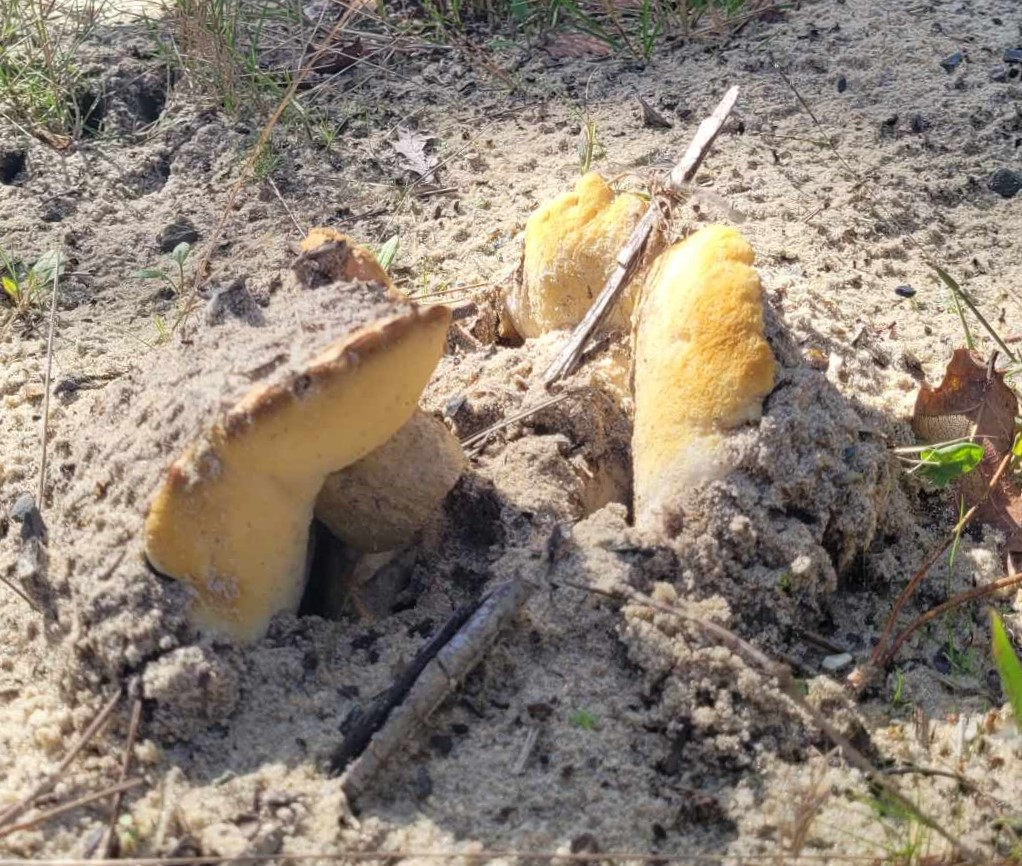

## Habitat et distribution

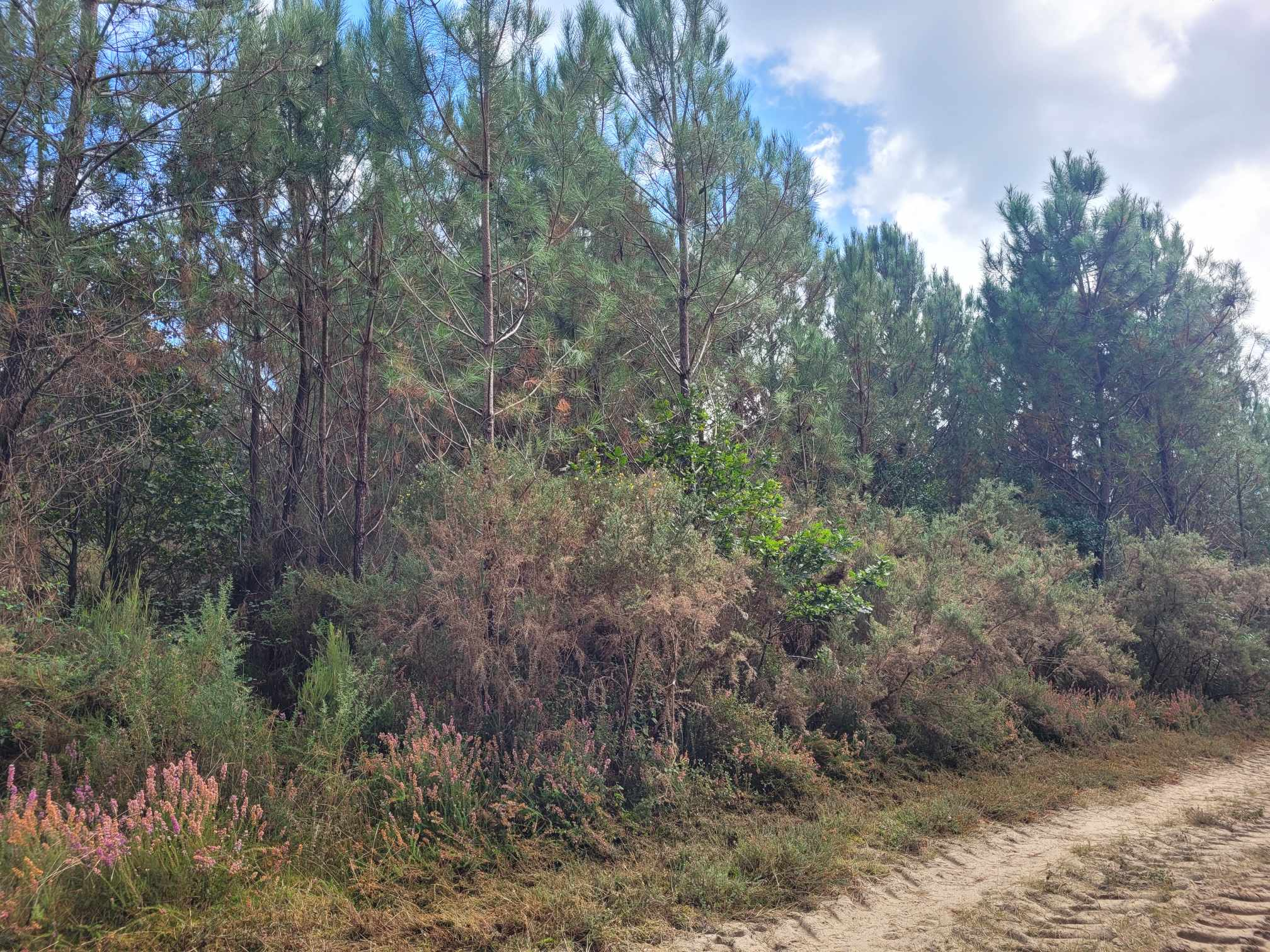
Biotope de G. ammophilus ; sous Pins sur sol sableux, côtes du littoral.

Il s'agit un champignon ectomycorhizien, poussant sur le littoral en milieu sablonneux et dans les dunes atlantiques sous pins, mais aussi sous les chênes verts. Il a une prédilection pour les endroits clairs et pousse donc souvent en bordure des chemins. Sur l'Île d'Oléron, il est particulièrement abondant certaines années dès la fin de l'été dans les forêts dunaires,,.

## Comestibilité
Le Bolet des sables est suspecté de toxicité, il est en tout cas décrit comme toxique dans sa description originale, faisant état de gastroentérite sévère si consommé. Cependant, les auteurs de cette publication apportent des informations sur les cas d'intoxication sans aucune référence bibliographique, à priori par connaissance personnelle des cas, entre autres, sans fournir de données médicales significatives (à part une allusion à la plus grande sévérité en cas de consommation répétée) ni d'informations sur le nombre de cas d'intoxication. Il n'y a pas de données médicales significatives (hormis l'indication d'une plus grande gravité en cas de consommation répétée) ni d'informations sur le nombre et la fréquence des intoxications, l'état de conservation des spécimens consommés où la méthode de cuisson effectuée sur les champignons.
G. ammophilus pourrait peut-être être défini comme ayant une toxicité gastro-intestinale présumée, mais il est très probable qu'en réalité cette espèce possède les mêmes caractéristiques de comestibilité que G. castaneus y compris son problème concernant la difficulté à distinguer les symptômes d'altération et de pourrissement chez les Gyroporus sur les spécimens ramassés, favorisant la récolte de spécimens impropres à la consommation faute de pouvoir correctement évaluer leur réel état de conservation. Cependant, par difficulté d'évaluer correctement la sécurité alimentaire de cette espèce pour cause sa rareté, il vaut mieux éviter de consommer G. ammophilus, cette rareté remettant de toute façon en cause sa pertinence alimentaire, même dans le cas où elle serait comestible. Il est à considérer comme suspect .

## Confusions possibles
- Le Bolet châtain (Gyroporus castaneus), est plus petit, au stipe cylindrique concolore au chapeau, non boursouflé-torturé, venant en forêt dans tout le continent, surtout sous feuillus, et non pas dans le sable exclusivement sur les littoraux, possédant une chair immuable et une réaction à l'ammoniaque décrite comme nulle. Comestible cuit, jeune, après évaluation approfondie de l'état de conservation.
- Les Cèpes (B. edulis, B. aereus, B. pinophilus, B. aestivalis) pourraient se confondre avec de par leur grande taille et leurs teintes brunes, mais son pied lisse sans réseau le trahit facilement. Comestibles réputés.
- Le Bolet du Marchand de sable (Leccinellum sandmanii), est aussi une espèce rarissime des terrains sableux méditerranéens. Cependant, ses pores ont des tons jaunâtres, il n'est pas particulièrement boursouflé, son pied plein est orné de squabrosités, sa chair est rosissante/grisonnante à la coupe et il est associé aux Cistacées. Sans interêt alimentaire.